# Euterpe (genre)
Pour les articles homonymes, voir Euterpe (homonymie).
Genre
Classification phylogénétique
Euterpe est un genre de plantes de la famille des Arecaceae (palmiers).

## Classification
- Sous-famille des Arecoideae
  - Tribu des Euterpeae

Le genre partage sa tribu avec les genres Prestoea, Oenocarpus, Neonicholsonia et  Hyospathe.

## Liste des espèces
Selon Catalogue of Life (20 juillet 2017) :
- Euterpe broadwayi Becc. ex Broadway
- Euterpe catinga Wallace
- Euterpe edulis Mart.
- Euterpe longibracteata Barb.Rodr.
- Euterpe luminosa A.J.Hend., Galeano & Meza
- Euterpe oleracea Mart.
- Euterpe precatoria Mart.